# Pierre Jean Baptiste Charles van der Aa
Pierre Jean Baptiste Charles van der Aa (* 31. Oktober 1766 in Haarlem; † 5. Mai 1812 in Leiden) war ein niederländischer Jurist und Autor rechtswissenschaftlicher Schriften.

## Leben
Pierre Jean Baptiste Charles van der Aa war ein Sohn des Haarlemer Predigers Christianus Carolus Henricus van der Aa und dessen Gattin Catharina Koopman. Er erlernte u. a. Latein, das er später auf hohem Niveau beherrschte, und Griechisch. Das Studium der Literatur, Philosophie und Rechtswissenschaft absolvierte er zunächst an der Universität Utrecht und später an jener von Leiden, wo er am 19. Dezember 1789 mit der Dissertation De poena infamiae promoviert wurde. Dann ließ er sich als Anwalt in Amsterdam nieder und heiratete dort am 11. Januar 1790 Francina Adriana Bartha van Peene, Er war ein erbitterter Gegner der Aristokratie und wurde Sekretär des Revolutionskomitees, das im Januar 1795 die Revolution herbeiführte, in deren Folge die Batavische Republik ausgerufen wurde. Da er jedoch bald feststellte, dass viele Revolutionäre nur egoistische Ziele verfolgten, wandte er sich von der Politik ab und wurde 1796 Amtmann von Amstelland. Von 1797 bis 1805 war er Schriftführer in Nieuwer-Amstel und lebte auf seinem Landgut Middenhoeve bei Amstelveen. Seine Gattin starb am 30. März 1798.
Ab 1805 praktizierte van der Aa als Rechtsanwalt in Leiden. Er lehnte es ab, für die französischen Fremdherrscher zu arbeiten und nahm daher weder von König Louis Bonaparte noch von Napoleon ihm angebotene öffentliche Ämter an. Stattdessen widmete er sich neben seiner Anwaltstätigkeit eifrig der Schriftstellerei. Er verfasste zahlreiche meist juristische Werke, darunter viele Übersetzungen. Mehrere in- und ausländische Gesellschaften wie etwa die Mineralogische Gesellschaft von Jena wählten ihn zum Mitglied; und er war u. a. von 1809 bis 1812 Sekretär der Gesellschaft für niederländische Literatur. In zweiter Ehe heiratete er Antoinette Catharine Simon Thomas. Er war gerade mit der Planung zur Publikation eines französischen Rechtswörterbuchs beschäftigt, als er am 5. Mai 1812 in Leiden starb.
Van der Aa hinterließ sieben Kinder, von denen drei aus seiner ersten Ehe stammten. Sein ältester Sohn war Christianus Petrus Eliza Robidé van der Aa, der später ebenfalls als Jurist und Schriftsteller tätig war. Sein zweiter Sohn Abraham Jacob van der Aa wurde Lexikograph.